# USS S-47 (SS-158)
W treści tego artykułu od 2018-08 występują prawdopodobnie wyrażenia zwodnicze, co nie jest zgodne z zasadami przyjętymi w Wikipedii.
Dokładniejsze informacje o tym, co należy poprawić, być może znajdują się w dyskusji tego artykułu.
 Po wyeliminowaniu niedoskonałości należy usunąć szablon [[Szablon:Dopracować|]] z tego artykułu.
USS S-47 (SS-158) – amerykański jednokadłubowy okręt podwodny o wyporności podwodnej 1126 ton typu S-42, uchodzącego za najlepszy typ okrętów serii S. Zwodowany został 5 stycznia 1924 w stoczni Quincy Shipbuilding, do służby zaś w marynarce amerykańskiej wszedł 16 września 1925 roku, gdzie służył do wycofania z użytku 25 października 1945 roku. Podczas II wojny światowej S-47 uczestniczył w wojnie na Pacyfiku, nie odniósł jednak żadnego sukcesu.